# Anne Wood
Anne Wood (Spennymoor, 18 december 1937) is een Britse televisiemaker en schrijfster. Ze richt zich in haar werk op producties voor kinderen.

## Biografie
Wood richtte de Federation for Children's Book Groups op. Later werkte ze voor onder meer Yorkshire Television en het door haar en Andrew Davenpoort opgerichte Ragdoll Producties. De werken van Ragdoll sleepten veel prijzen in de wacht. 